# Marcel Rouet
Marcel Rouet, né le 5 mars 1909 à Paris et mort le 3 décembre 1982 à Neuilly-sur-Seine, est un essayiste français.

## Biographie

### Jeunesse

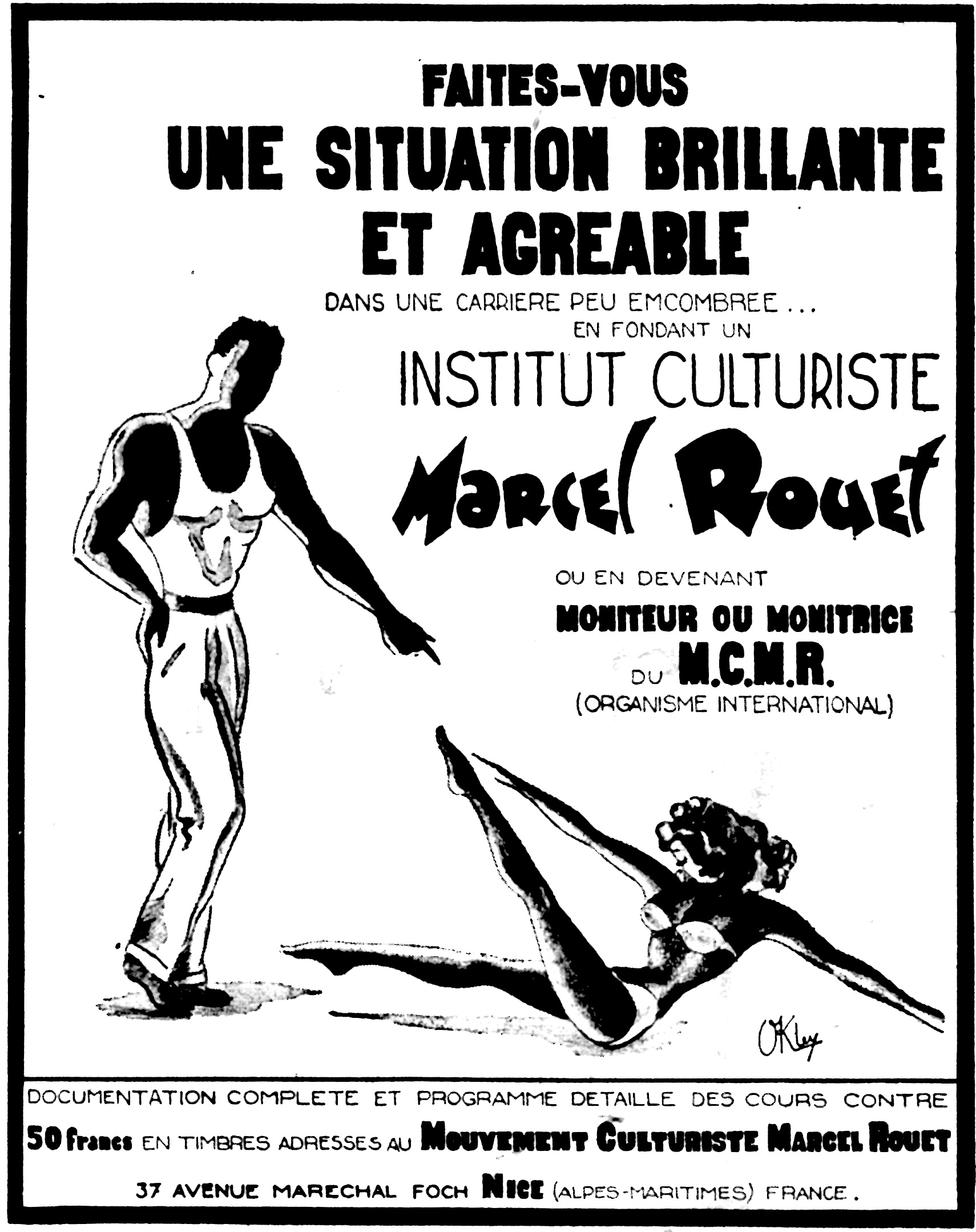
Affiche datant de 1945.

Né à Paris, le 5 mars 1909 Marcel Rouet est élevé jusqu'à l'âge de 10 ans à la campagne. Il s'initie aux principes culturistes à partir de 15 ans en lisant le livre de Edmond Desbonnet : Comment on devient athlète.
De 17 à 27 ans, il étudie tout ce qui a trait aux sciences psychiques : magnétisme, hypnose, suggestion, contrôle mental. 
D'après Georges Dardenne, il épuise rapidement son potentiel nerveux, créant un déséquilibre manifeste entre le physique et le psychique. Il décide alors de démarrer un entraînement axé sur la culture physique.
De 1933 à 1936, il enseigne la culture physique d’abord à la piscine Molitor puis il ouvre une salle qu’il nomme Physical Culture au 24 rue de l’Yvette dans le 16e arrondissement de Paris.

### Culturisme

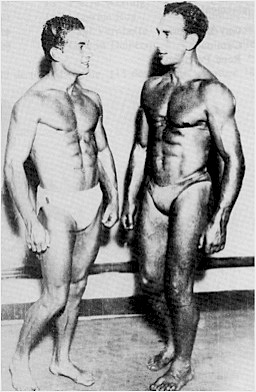
René Percigou et Marcel Rouet (à droite) en 1943.

En 1936, il s'investit dans le culturisme.
De 1940 à 1944, il fait son service militaire aux Sapeurs Pompiers de Paris.
Après la guerre, en 1946, en créant les cahiers culturistes Apollon, Marcel Rouet ouvre une tribune libre[réf. souhaitée]. Il crée le Mouvement Culturiste Marcel Rouet (MCMR.) pour propager une doctrine humaniste universelle. Le MCMR devient international le 11 janvier 1947, après dépôt des statuts au Moniteur Belge. Le mouvement est reconnu officiellement car entrant dans le cadre des activités de l'ONU[réf. nécessaire]. .

En 1949, Marcel Rouet propose une méthode d’entraînement athlétique dans son ouvrage Culture physique athlétique publié en 1949. Il y indique la durée de travail, le nombre de séries, le temps de repos entre les séries, la fréquence d’entraînement, le coefficient de difficultés de chaque exercice permettant au pratiquant de calculer les poids qui lui conviennent.

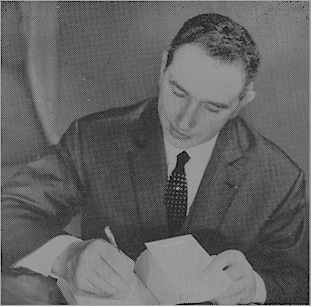
Marcel Rouet

En 1950 est publié un de ses livres traitant de sa vision de l'humanisme: La doctrine culturiste. L’évolution de la personne humaine.
En 1974, il participe à la création de la Fédération Française de Musculation avec Jean Villenave, Albert Placide, Pierre-Valentin Marchesseau.

### Décès
Marcel Rouet meurt le 3 décembre 1982 à Neuilly-sur-Seine, des suites d’une intervention chirurgicale (embolie).

## Publications
Marcel Rouet publie la méthode de la relaxation psychosomatique en 1962.
Marcel Rouet a écrit sept ouvrages sur la sexualité notamment en abordant cette thématique par le biais du mental.

### Ouvrages
- Toute la culture physique – Nouvelle méthode Franco-Américaine, Éditions Amiot–Dumont, Paris, 1951
- La vie recommence à 40 ans, Éditions Amiot-Dumont, coll. « Toute la ville en parle », Paris, 1955
- Le guide de l’information sexuelle. Réservé aux parents et aux éducateurs, Productions de Paris N.O.E., 1973
- Technique de l’acte sexuel, Productions de Paris N.O.E., 1974
- Le Dictionnaire de la Culture Physique, 1975[14].

### Publications
- Apollon, magazine culturiste fondé en 1946
- Apollon – Vénus, revue mensuelle fondé en décembre 1948
- Sciences Culturistes, revue mensuelle fondé en 1957, parution du dernier numéro en février 1974
- Self-magazine, revue mensuelle fondé en 1966
- Vivre Mieux 2000, revue mensuelle fondée en 1974, dernière parution en novembre 1975 (numéro 11)

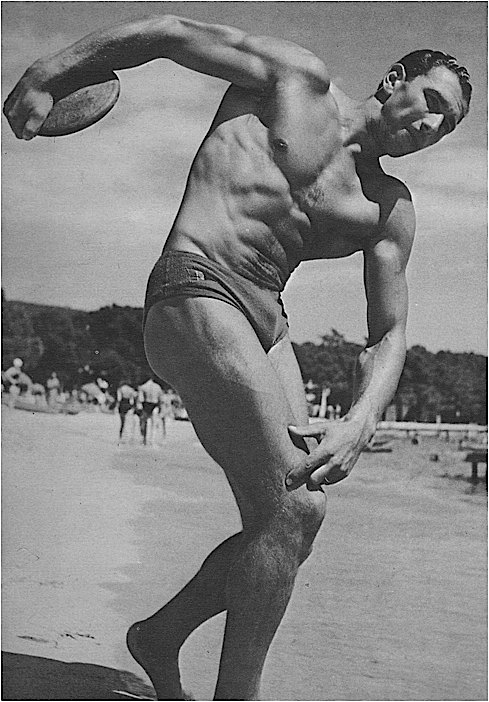
Marcel Rouet en 1960.

## Prix et distinction
- Apollon 1935 {ref} santé et beauté plastique éditions J.Joliven 2e édition 1936 corrigée et augmentée
- Plus Bel Athlète de France en 1936[15].
- Plus Bel Athlète de France en 1943[16].
- Il obtient le titre de Docteur en Psychosomatique (GB) en 1970[17].
- Il est fait Officier d’Académie en recevant les Palmes Académiques.
- Médaillé du Ministère de la Jeunesse et du Sport pour services rendus à l’Éducation physique.